# 김산 (2002년)
김산(2002년 6월 28일~ )은 김병지의 둘째아들로, 과거 날아라 슛돌이 2기, 3기 출신이다. 현재 축구에서 음악으로 전공을 전향한 상태이다.